# Rhinolophus subrufus
Rhinolophus subrufus (K. Andersen, 1905) è un Pipistrello della famiglia dei Rinolofidi endemico delle Filippine.

## Descrizione

### Dimensioni
Pipistrello di medie dimensioni, con la lunghezza totale tra 80 e 92 mm, la lunghezza dell'avambraccio tra 51 e 57 mm, la lunghezza della coda tra 20 e 24 mm, la lunghezza del piede tra 11 e 14 mm, la lunghezza delle orecchie tra 24 e 27 mm e un peso fino a 19 g.

### Aspetto
Le parti dorsali sono rossastre sulla testa e color cannella con la base arancione sulla schiena mentre le parti ventrali sono più brunastre. Le orecchie sono di lunghezza media. La foglia nasale presenta una lancetta affusolata, con i bordi quasi diritti e densamente ricoperta di peli, un processo connettivo con il profilo semicircolare e coperto di lunghi peli, una sella lunga e con i bordi che convergono leggermente verso l'alto. La porzione anteriore larga, che copre completamente il muso e con una foglietta secondaria sotto di essa. Il labbro inferiore ha tre solchi longitudinali. La coda è lunga ed inclusa completamente nell'ampio uropatagio. Il primo premolare superiore è piccolo e situato lungo la linea alveolare.

## Biologia

### Comportamento
Si rifugia all'interno di grotte.

### Alimentazione
Si nutre di insetti.

## Distribuzione e habitat
Questa specie è diffusa nelle Isole Filippine.
Vive nelle foreste tropicali di pianura fino a 735 metri di altitudine.

## Tassonomia
Sono state riconosciute 2 sottospecie:
- R.s.subrufus: Lubang, Luzon, Mindoro;
- R.s.bunkeri (Taylor, 1934): mindanao.

## Conservazione
La IUCN Red List, considerati i continui dubbi circa la sua validità tassonomica e la mancanza di informazioni circa la sua diffusione, lo stato della popolazione e i requisiti ecologici, classifica R.subrufus come specie con dati insufficienti (DD).